# Sportregion Stuttgart
Die SportRegion Stuttgart e. V. wurde 1996 mit dem Ziel der Verbesserung der interkommunalen Zusammenarbeit auf dem Gebiet des Sports gegründet. Heute gehören der SportRegion Stuttgart 54 Kommunen, 38 Sportfachverbände, sechs Sportkreise sowie der Olympiastützpunkt Stuttgart und der Verband Region Stuttgart an (Stand: Oktober 2014).
Den elfköpfigen Vorstand bilden Oberbürgermeister, Präsidenten von Sportverbänden, Sportkreisvorsitzende und ein Vertreter des Verbandes Region Stuttgart. Vorsitzender der SportRegion Stuttgart ist Christoph Traub (Oberbürgermeister von Filderstadt).
Mit im Jahr 2006 neu geschaffenen Strukturen soll die SportRegion künftig einen wichtigen Beitrag zur regionalen Sportentwicklung und zum Standortmarketing der Region Stuttgart leisten. Die Geschäftsstelle mit dem Geschäftsführer Michael Bofinger befindet sich im SpOrt Stuttgart, dem Sport-, Bildungs- und Dienstleistungszentrum im Neckarpark.
Hauptaufgaben der SportRegion Stuttgart sind die Beratung und Unterstützung von Kommunen, Sportverbänden und Sportvereinen bei der Akquisition, Organisation und Vorbereitung von regional bedeutsamen Sportveranstaltungen. Hinzu kommen Werbung, Öffentlichkeits- und Lobbyarbeit für den Sport in der Region Stuttgart sowie die Förderung der regionalen Sportentwicklung durch innovative Ideen und Projekte. Ein weiterer Aufgabenschwerpunkt liegt in der Terminkoordination und dem Dialog zwischen den einzelnen Mitgliedern. Über attraktive Sportveranstaltungen, eine gezielte Sportentwicklungsstrategie und durch den Ausbau von Spitzen- und Breitensport will die SportRegion das Image der Region zukünftig weiter verbessern.

## Geschichte der SportRegion Stuttgart
Zwischen 1986 und 1991 befasste sich die Arbeitsgemeinschaft „Olympia-Bewerbung Raum Stuttgart“ mit einer möglichen Bewerbung Stuttgarts um die Olympischen Spiele. Diese Arbeitsgemeinschaft führte u. a. zu einer interkommunalen Zusammenarbeit in der Region. Dabei gab es drei Kommissionen, die sich um die Bereiche „Sporttechnik“, „Infrastruktur“ und „Kultur“ kümmerten.
Im Januar 1991 wurde als „Nachfolger“ der Kulturkommission der Verein „Interkommunale Kulturförderung Region Stuttgart“ gegründet (Kurzform: „KulturRegion Stuttgart“). Im Sportbereich kam es damals noch zu keiner Vereinsgründung, in der „Arbeitsgemeinschaft Sport in der Region“ wurde die Zusammenarbeit in loser Form fortgeführt.
Im Jahr 1995 wurden auf dem Gebiet des Sports die Gespräche dann wieder intensiviert. Dies führte dazu, dass am 14. Mai 1996 die „SportRegion Stuttgart“ mit dem Ziel der Verbesserung der interkommunalen Zusammenarbeit auf dem Gebiet des Sports gegründet wurde. Die Gründungsversammlung fand im Großen Sitzungssaal des Stuttgarter Rathauses statt. Zum ersten Vorsitzenden wurde Ludwigsburgs Oberbürgermeister Christof Eichert gewählt. Zu den Gründungsmitgliedern zählten 32 Kommunen, 22 Sportfachverbände und die sechs Sportkreise. Es wurde beschlossen, dass Gunter H. Fahrion vom Sportamt Stuttgart für die Geschäftsführung zuständig sein sollte. Im Jahr 2002 trat Sindelfingens Oberbürgermeister Bernd Vöhringer als Vorsitzender der SportRegion die Nachfolge von Christof Eichert an. Im Jahr 2005 wurde beschlossen, dass die SportRegion Stuttgart eine hauptamtliche Geschäftsstelle bekommen soll. Am 2. Mai 2006 hat der Vorstand der SportRegion Stuttgart in seiner Vorstandssitzung Marc-Oliver Kochan zum ersten hauptamtlichen Geschäftsführer gewählt. Anfang 2007 bezog die SportRegion Stuttgart ihre neuen, rund 70 Quadratmeter großen Räumlichkeiten im „SpOrt Stuttgart“ in Stuttgart-Bad Cannstatt. 2008 übernahm mit Michael Bofinger ein neuer Geschäftsführer die Leitung der Geschäftsstelle. Im Februar 2012 trat Matthias Klopfer die Nachfolge von Bernd Vöhringer als Vorsitzender an. Im November 2022 wurde Christoph Traub zum Vorsitzenden gewählt.

## Mitglieder der SportRegion Stuttgart
Die Mitglieder der SportRegion sind 54 Kommunen, 38 Sportfachverbände, die sechs Sportkreise sowie der Olympiastützpunkt Stuttgart und der Verband Region Stuttgart. Die Mitgliedskommunen repräsentieren knapp 65 Prozent der Region Stuttgart, die Sportverbände repräsentieren ca. 85 Prozent der sportlich aktiven Menschen und fast alle Sportvereine in der Region.

### Kommunen
| - Aichtal - Backnang - Bad Boll - Bad Ditzenbach - Bad Liebenzell - Bad Überkingen - Bad Urach - Benningen am Neckar - Beuren - Bietigheim-Bissingen - Böblingen - Bönnigheim - Cleebronn - Ditzingen - Ehningen - Esslingen am Neckar - Fellbach - Filderstadt | - Gäufelden - Gerlingen - Göppingen - Herrenberg - Kirchheim unter Teck - Korb - Korntal-Münchingen - Kornwestheim - Künzelsau - Leinfelden-Echterdingen - Leonberg - Ludwigsburg - Marbach am Neckar - Metzingen - Murrhardt - Nufringen - Nürtingen - Oberriexingen - Plochingen | - Remseck am Neckar - Reutlingen - Schorndorf - Schwäbisch Gmünd - Schwäbisch Hall - Sersheim - Sindelfingen - Stuttgart - Vaihingen an der Enz - Waiblingen - Waldenbuch - Weil der Stadt - Weinstadt - Welzheim - Wernau - Winnenden - Wolfschlugen |

### Sportfachverbände
| - American Football und Cheerleading Verband Baden-Württemberg e. V. - Baden-Württembergischer Badmintonverband e. V. - Baden-Württembergischer Baseball- und Softballverband e. V. - Baden-Württembergischer Triathlonverband e. V. - Basketballverband Baden-Württemberg e. V. - Billard-Verband Baden-Württemberg e. V. - Boule, Boccia und Pétanque Verband Baden-Württemberg e. V. - Box-Verband Baden-Württemberg e. V. - Eissport-Verband Baden-Württemberg e. V. - Handballverband Württemberg e. V. - Hockeyverband Baden-Württemberg e. V. - Kanu-Verband Württemberg e. V. - Landes-Segler-Verband Baden-Württemberg e. V. - Landesverband Baden-Württemberg des DAV e. V. - Rugby-Verband Baden-Württemberg e. V. - Schachverband Württemberg e. V. - Schwäbischer Skiverband e. V. - Schwäbischer Turnerbund e. V. - Schwimmverband Württemberg e. V. | - Squash Rackets Landesverband Baden-Württemberg e. V. - Tanzsportverband Baden-Württemberg e. V. - Tischtennisverband Württemberg-Hohenzollern e. V. - Volleyball-Landesverband Württemberg e. V. - Württembergischer Behinderten- und Rehabilitationssportverband e. V. - Württembergischer Fechterbund e. V. - Württembergischer Fußballverband e. V. - Württembergischer Golfverband e. V. - Württembergischer Judo-Verband e. V. - Württembergischer Kegler- und Bowling-Verband e. V. - Württembergischer Landesverband für Tauchsport e. V. - Württembergischer Leichtathletik-Verband e. V. - Württembergischer Pferdesportverband e. V. - Württembergischer Radsportverband e. V. - Württembergischer Rasenkraftsport- und Tauzieh-Verband e. V. - Württembergischer Ringerverband e. V. - Württembergischer Rollsport- und Inline-Verband e. V. - Württembergischer Schützenverband 1850 e. V. - Württembergischer Tennisbund e. V. |

### Sportkreise
- Sportkreis Böblingen e. V.
- Sportkreis Esslingen e. V.
- Sportkreis Göppingen e. V.
- Sportkreis Ludwigsburg e. V.
- Sportkreis Rems-Murr e. V.
- Sportkreis Stuttgart e. V.

### Sonstige
- Verband Region Stuttgart
- Olympiastützpunkt Stuttgart e. V.

## Vorstand der SportRegion Stuttgart
Der Vorstand des Vereins besteht aus dem Vorsitzenden, zwei stellvertretenden Vorsitzenden, bis zu sieben weiteren Mitgliedern sowie dem Schatzmeister. Der Vorsitzende und seine Stellvertreter bilden den Vorstand im Sinne des § 26 BGB. Der Vorsitzende und seine Stellvertreter sind zur gerichtlichen und außergerichtlichen Vertretung des Vereins berechtigt. Jeder ist allein vertretungsberechtigt.

### Aktueller Vorstand
Dem Vorstand der SportRegion Stuttgart gehören die folgenden Personen an.
| Amt                            | Name              | Funktion                                                                          |
| ------------------------------ | ----------------- | --------------------------------------------------------------------------------- |
| Vorsitzender                   | Christoph Traub   | Oberbürgermeister Filderstadt                                                     |
| Stellvertretender Vorsitzender | Gunter H. Fahrion | Präsident des Württembergischen Rasenkraftsport- und Tauzieh-Verbandes e. V.      |
| Stellvertretende Vorsitzende   | Regina Wagner     | Regionalrätin, Vertreterin des Verbandes Region Stuttgart                         |
| Schatzmeister                  | Wilfried Scheible | Präsident des Tanzsportverbandes Baden-Württemberg                                |
| Vorstandsmitglied              | Jürgen Scholz     | Bürgermeister Sersheim, Präsident des Württembergischen Leichtathletik-Verbandes  |
| Vorstandsmitglied              | Joachim Wolf      | Bürgermeister a. D. Korntal-Münchingen                                            |
| Vorstandsmitglied              | Daniela Klein     | Leiterin des Amtes für Sport und Bewegung der Landeshauptstadt Stuttgart          |
| Vorstandsmitglied              | Matthias Klopfer  | Oberbürgermeister Esslingen am Neckar, Vorsitzender Regio Marketing und Tourismus |
| Vorstandsmitglied              | Dominik Hermet    | Geschäftsführer des Sportkreises Stuttgart                                        |
| Vorstandsmitglied              | Matthias Müller   | Präsident des Sportkreises Ludwigsburg                                            |
| Vorstandsmitglied              | Erich Hägele      | Präsident des Sportkreises Rems-Murr                                              |

### Bisherige Vorsitzende
Die SportRegion Stuttgart hat seit ihrer Gründung vier Vorsitzende gehabt.
| Jahr      | Name             | Funktion                                             |
| --------- | ---------------- | ---------------------------------------------------- |
| 1996–2002 | Christof Eichert | Oberbürgermeister Ludwigsburg                        |
| 2002–2012 | Bernd Vöhringer  | Oberbürgermeister Sindelfingen                       |
| 2012–2022 | Matthias Klopfer | Oberbürgermeister Schorndorf und Esslingen am Neckar |
| seit 2022 | Christoph Traub  | Oberbürgermeister Filderstadt                        |

## Logo
Die SportRegion Stuttgart hat auch ein eigenes Logo. Dieses basiert auf Elementen des Logos des Verbands Region Stuttgart. Es beinhaltet sechs „Wellen“, welche die zur Region Stuttgart gehörenden Landkreise Böblingen, Esslingen, Göppingen, Ludwigsburg, Rems-Murr und Stuttgart symbolisieren. Das Logo soll die enge Zusammenarbeit unter dem Dach der SportRegion symbolisieren. Die Schreibweise „SportRegion“ steht für das Zusammenspiel zwischen Sport und Politik, also zwischen den Sportverbänden und den Kommunen.